# Michael Andrey
Michael Andrey (* 8. Mai 1983) ist ein Schweizer Badmintonspieler.

## Sportliche Karriere
Andrey gewann seinen ersten Titel bei den Schweizer Juniorenmeisterschaften 2001. Bei den Erwachsenen siegte er von 2005 bis 2007 dreimal in Serie im Herrendoppel. Michael Andrey spielt für Union Tafers-Fribourg in der NLA.

## Sportliche Erfolge
| Saison | Veranstaltung                          | Disziplin    | Sieger                             |
| ------ | -------------------------------------- | ------------ | ---------------------------------- |
| 2001   | Schweizer Meisterschaften der Junioren | Herrendoppel | Michael Andrey / Simon Enkerli     |
| 2005   | Schweizer Einzelmeisterschaften        | Herrendoppel | Christian Bösiger / Michael Andrey |
| 2006   | Schweizer Einzelmeisterschaften        | Herrendoppel | Christian Bösiger / Michael Andrey |
| 2007   | Schweizer Einzelmeisterschaften        | Herrendoppel | Michael Andrey / Christian Bösiger |